# Kapitaniwka
Kapitaniwka (ukrainisch Капітанівка; russisch Капитановка Kapitanowka) ist eine Siedlung städtischen Typs in der Oblast Kirowohrad im Zentrum der Ukraine mit 2500 Einwohnern (2019).

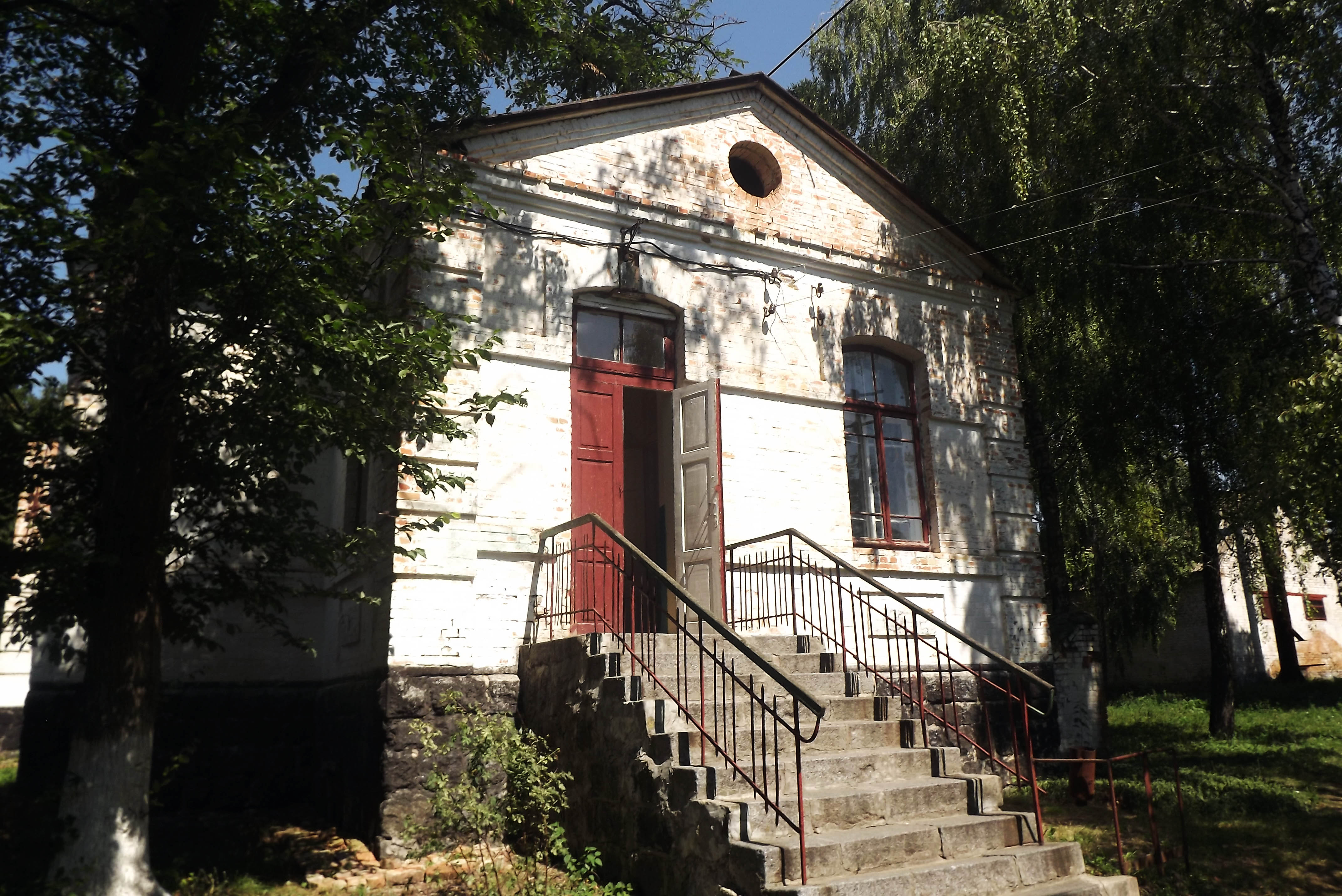
Bezirkskrankenhaus in Kapitaniwka

## Geografische Lage
Kapitaniwka liegt im Norden des Rajon Nowoukrajinka an der Grenze zur Oblast Tscherkassy auf einer Höhe von 193 m an der Quelle der Roslywna (Розливна), einem 15 km langen, rechten Nebenfluss des Welyka Wys.
Kropywnyzkyj, die Hauptstadt der Oblast, befindet sich 80 km südöstlich und das ehemalige Rajonzentrum Nowomyrhorod 17 km südwestlich der Ortschaft. Im Süden grenzt das Dorf Tyschkiwka an Kapitaniwka. Durch die Ortschaft verläuft die Territorialstraße T–24–14.

## Gemeinde
Am 12. Juni 2020 wurde die Siedlung ein Teil der neugegründeten Stadtgemeinde Nowomyrhorod, bis dahin bildete sie zusammen mit den Dörfern Pryschtschepiwka (Прищепівка) und Riwne (Рівне) die gleichnamige Siedlungsratsgemeinde Kapitaniwka (Капітанівська селищна рада/Kapitaniwska selyschtschna rada) im Norden des Rajons Nowomyrhorod.
Am 17. Juli 2020 kam es im Zuge einer großen Rajonsreform zum Anschluss des Rajonsgebietes an den Rajon Nowoukrajinka.

## Geschichte
Die 1774 gegründete Ortschaft war vom 1. August 1941 bis zum 26. Januar 1944 von der Wehrmacht besetzt. 1846 wurde eine Zuckermühle im Dorf erbaut und die Zuckererzeugung bildete noch in den 1970ern die Existenzgrundlage vieler Bewohner. Seit 1962 besitzt Kapitaniwka den Status einer Siedlung städtischen Typs.

## Demographische Entwicklung
| 1889 | 1925 | 1970 | 1979 | 1989 | 2001 | 2010 | 2019 |
| ---- | ---- | ---- | ---- | ---- | ---- | ---- | ---- |
| 1328 | 2183 | 4049 | 3927 | 3582 | 3059 | 2663 | 2539 |

Quellen: 1889, 1925; ab 1970

## Persönlichkeiten
Die Rapperin Alyona Alyona (Geburtsname Альона Олегівна Савраненко Aljona Olehiwna Sawranenko) kam 1991 in Kapitaniwka zur Welt.